# よろめき珍道中
『よろめき珍道中』（よろめきちんどうちゅう、The Facts of Life）は、1960年公開のロマンティック・コメディ映画。出演者はボブ・ホープやルシル・ボールなど。日本では、ホープの主演した「珍道中シリーズ」の第8作目とされているが、原題からもわかる通り、実際にはシリーズとは関係がない。そのため、シリーズでホープと共演したビング・クロスビーとドロシー・ラムーアも、本作には出演していない。。
第33回アカデミー賞では5つの賞にノミネートされ、衣裳デザイン賞（イーディス・ヘッドとエドワード・スティーブンソン）を受賞した。

## あらすじ
カリフォルニア州パサデナ在住のキティとジャックのウィーバー夫妻、メアリーとラリーのギルバート夫妻、そして医師のメイスン夫妻は親しい友達で、毎年6人で旅行に行くことが恒例となっており、今回はメキシコのアカプルコに行くことになっている。
ところが、メアリーは発熱した小学生の息子の看病のため、ジャックは出張のため、それぞれ旅行へ行けなくなってしまう。そして4人でアカプルコに到着した後、メイスン夫妻は共に体調不良のためホテルから出られなくなってしまう。これによりキティとラリーは2人だけで滞在を楽しむこととなり、借り上げた釣り船で大きなカジキを釣り上げたこともあり、2人は急速に親密になる。
しかし、休暇が終わりパサデナに戻ると、そのロマンスを続けるのが難しくなる。いつものカントリークラブなどでの行事では顔を合わせるのだが、2人きりになれないことがもどかしいのである。2人は示し合わせて地元のドライブインシアターに行くが、そこで両方の家に出入りするクリーニング屋に見つかってしまい、慌てて退出する。その後、2人は夫婦の振りをしてモーテルにチェックインする。キティがコーヒーが飲みたいと言い出したので、ラリーが車で買いに出るが、帰り道でチェックインしたモーテルの名前を思い出せず、道を右往左往する間、痺れを切らしたキティはタクシーを呼んで帰宅してしまう。
ラリーが仕事でモントレイに行く用事があり、キティの夫が子供たちとスキー旅行出かけることから、2人はモントレイで一緒に週末を過ごす計画を立てる。ラリーに対する気持ちが高まってきているキティは、夫のジャックに、離婚したいと書いた手紙を残していく。2人でモントレイ空港から車で移動していると暴風雨となるが、オープンカーの屋根が作動せず2人はずぶ濡れになる。また、やっとのことで到着した山小屋は雨漏りがひどいという有様である。2人は暖炉の火で暖を取りながら、2人の離婚に関わる諸費用を挙げていく。計4人分の弁護士費用、慰謝料、家のローンの支払い、子供たちを巡る費用などであり、2人は自分たちの家庭を壊すことは多くの問題を伴うことに徐々に気づき、自分たちのしようとしていることは誤りなのだということに思い至る。
キティは夫に読まれる前に別れの手紙を回収するべく急いで家に戻ることになるが、飛行機の予約が上手く出来なかったこともあり、彼女が家に着くと夫ジャックと子供たちは既に帰宅しており、ジャックは快活に迎え入れてくれる。しかし手紙は置いた場所には無い。ジャックは手紙はまだ読んでいないと言ったことから、彼女はそれを読まずに暖炉で燃やしてくれと頼む。彼はそれに従うが、暖炉にくべられた封筒は既に開封されていたことが分かるのであった。家に戻って来たキティの改心を知ったジャックは水に流そうと考えたのであった。

## キャスト
※括弧内は日本語吹替（初回放送1968年6月2日『日曜洋画劇場』）
- ラリー・ギルバート：ボブ・ホープ（三和完児）
- キティ・ウィーバー：ルシル・ボール（高橋和枝）
- メアリー・ギルバート：ルース・ハッシー（財部宏子）
- ジャック・ウィーバー：ドン・デフォー
- チャールズ・バスビー：ルイス・ナイ
- メイソン：フィリップ・オバー
- コニー：マリアンネ・スチュワート
- マートル・バスビー：ホリス・アーヴィング